# Иоанн (Яременко)
Иоанн (в миру Оле́г Васи́льевич Яре́менко, укр. Олег Васильович Яременко; 12 сентября 1967, Житомир) — архиерей Православной церкви Украины (до 15 декабря 2018 года — Украинской Православной Церкви Киевского Патриархата), митрополит Черкасский и Чигиринский. Председатель Синодального управления военного духовенства.

## Биография
В 1984 году после окончания школы поступил в Киевский политехнический институт на факультет электронной техники. 1986—1988 годы проходил срочную службу в вооружённых силах СССР. Затем продолжал учёбу в институте, который окончил в 1992 году.
В 1994 поступил в Киевскую духовную семинарию УПЦ КП, которую окончил в 1997 году по первому разряду. В том же году продолжил обучение в Киевской духовной академии (ныне Киевская православная богословская академия).
10 апреля 1997 года в Михайловском Златоверхом монастыре епископом Вышгородским Даниилом (Чокалюком) был пострижен в монашество с именем Иоанн. 13 апреля был рукоположён в сан иеродиакона. 3 мая 1998 года рукоположён на иеромонаха Патриархом УПЦ КП Филаретом (Денисенко).
В 2001 году окончил Киевскую духовную академии УПЦ КП, защитив диссертацию «Опыт православной экзегезы Священного Писания в контексте непрерывности святоотеческой традиции». Постановлением Учёного Совета Киевской духовной академии от 7 июня 2001 года ему была присвоена научная степень кандидата богословия. В сентябре 2001 года становится преподавателем Киевской духовной семинарии. 26 июня 2002 года назначен экономом Михайловского Златоверхого монастыря.
2 мая 2002 года Патриархом УПЦ КП Филаретом (Денисенко) был возведён в сан игумена.
28 марта 2003 года решением Священного Синода УПЦ Киевского Патриархата избран епископом Черкасским и Чигиринским. 29 марта 2003 году во Владимирском патриаршем кафедральном соборе в Киеве состоялось его наречение, которое совершили: Патриарх Киевский и всей Руси-Украины Филарет (Денисенко), архиепископ Белгородский и Обоянский Иоасаф (Шибаев) и епископ Переяслав-Хмельницкий Димитрий (Рудюк). 30 марта 2003 года во Владимирском соборе за теми же иерархами рукоположён во епископа Черкасского и Чигиринского.
23 января 2012 года был возведён в сан митрополита. 28 июня 2013 года Архиерейским Собором УПЦ КП избран постоянным членом Священного Синода.
15 декабря 2018 года вместе со всеми другими архиереями УПЦ КП принял участие в объединительном соборе в храме Святой Софии. 8 января митрополит Иоанн вместе с капелланами поздравил Патриарха Филарета (Денисенко) с присвоением ему звания Героя Украины.
18 января 2019 года митрополит Иоанн в Черкассах совершил благодарственный молебен по случаю получения Томоса и освятил памятник митрополиту Василию (Липкивскому). На мероприятиях также присутствовал Блаженнейший Епифаний и президент Украины Пётр Порошенко и Константин Александрович Липковский, внук митрополита Липкивского.
2 — 3 февраля 2019 года посетил в Софийском соборе Киева церемонию интронизации Епифания (Думенко) в качестве митрополита Киевского и всея Украины. 5 февраля 2019 года митрополит Епифаний (Думенко) назначил митрополита Иоанна в состав первого Священного синода ПЦУ.

## Взаимодействие с ВСУ
В период с 15 по 19 сентября 2015 года совершил поездку в зону проведения АТО. За пять дней посетил более десяти военных подразделений, некоторые из которых находились на передовых рубежах обороны и встретился с военными священниками УПЦ Киевского Патриархата, находящихся в соответствующих подразделениях. 28—29 октября 2015 года принял участие в международной и межконфессиональной конференции «Организация духовной опеки, служба военного священника (капеллана) в условиях вооружённого конфликта (боевых действий)».
24 февраля 2016 года принял участие в конференции «Межсекторальное взаимодействие в процессе социально-психологической реабилитации участников боевых действий и населения территории АТО». 9 мая 2016 в Киеве на Владимирской горке, принял участие в межконфессиональной молитве за мир и победу.
5 сентября 2017 года принял участие в открытии реабилитационного центра для воинов АТО. 11 ноября 2017 года в Киеве, возле Могилы Неизвестного солдата по традиции начатой странами Британского содружества ещё после окончания Первой мировой войны, состоялась торжественная церемония чествования погибших — в День памяти о тех, кто смерти в военных конфликтах. В этот день митрополит вместе с капелланами и духовенством других конфессий помолился за павших в военных конфликтах.
19 ноября 2017 года митрополит Переяслав-Хмельницкий и Белоцерковский Епифаний и Глава СУВД митрополит Иоанн (Яременко) с архипастырским визитом посетили 43 ОАБр в посёлке Девички Киевской области.
20 ноября 2017 года Председатель СУВД митрополит Иоанн (Яременко) и Первый заместитель председателя СУВД протоиерей Тарас Мельник посетили 184-й Учебный центр Национальной академии сухопутных войск имени Петра Сагайдачного, а также Международный центр миротворчества и безопасности.
5 декабря 2017 года в Министерстве обороны Украины состоялись митрополит Иоанн поздравил военных Украины с профессиональным праздником.
5 января 2018 года пообщался с освобождёнными из плена военнослужащими Украины. 26 января встретился с начальником Управления государственной охраны Украины Валерием Гелетеем. За весомый личный вклад в обеспечение государственной охраны Украины и по случаю 26-й годовщины образования Управления государственной охраны Украины Начальник УГО Валерий Гелетей наградил Главу СУВД митрополита Иоанна (Яременко) и Первого заместителя Председателя СУВД протоиерея Тараса Мельника памятным знаком «За честь и славу» III степени.
16 мая 2018 года митрополит Иоанн принял участие в Международной конференции «Искусственный голод в Украине в XX веке», где в том числе сказал: «Мы ищем правды, чтобы успокоить свою совесть, примирить свою совесть с историей и отвергнуть неправду, которая навязывается нам с севера от этого московского империализма. Мы вспоминаем как поднялась волна правды о Голодоморе при президентстве Виктора Андреевича Ющенко. Это стало глотком свежего воздуха для наших душ. Оно открыло глаза многим, которые сомневались и думали, действительно ли был, не был ли этот Голодомор. Поэтому сегодня в поисках правды мы исполняем евангельское блаженство: мы насытимся правдой. Если мы насытим правдой свои души, то заложим прочный фундамент, чтобы такие трагедии больше не повторялись в нашем народе, чтобы другие сила не вмешивалась в нашу жизнь и не уничтожил украинцев. <…> Наше государство прочно вплетено в жизнь всего мирового общества. Поэтому нам важно, чтобы другие государства понимали логику действий украинцев, когда мы боремся за свободу в этой гибридной войне, которую ведёт Россия против Украины. В этой правде надо поставить твёрдый восклицательный знак и показать, что к северу и к востоку от Украины — не брат славянин, как это пытаются в идеологии „русского мира“ навязать нам, а там находится коварный сосед, который готов сделать то, что он сделал в прошлом веке».
19 мая 2018 года благословил и окропил святой водой военнослужащих Черкасского отдельного батальона НГУ, которые приняли воинскую присягу. 31 мая посетил 7-й «Молитвенный завтрак» 1 июня митрополит Иоанн благословил выпускников Украинской военно-медицинской академии. 3 июня освятил накупольный крест храма, который вскоре предстанет в Жашкове. 7 августа встретился с капелланами католического ординариата, прибывшими из Бундесвера. 25 июля посетил Штаб Военно-Морских сил Вооружённых Сил Украины в Одессе, где встретился с командующим ВМС Украины вице-адмиралом Игорем Воронченко. 10 августа освятил храм для нужд служащих объединённого узда связи Национальной Гвардии Украины.
29 августа 2018 года вместе с духовенством УПЦ КП освятил дополнительные доски к Стене Памяти возле Михайловского монастыря.
31 августа 2018 года благословил студентов Украинской военно-медицинской академии.
3 октября 2018 года митрополит Иоанн (Яременко) с рабочим визитом посетил Международный центр миротворчества и безопасности Национальной академии сухопутных войск имени гетмана Петра Сагайдачного, где встретился с капелланами: подполковником Эрлом Баверсом (Командования подготовки 7-й армии США) и майором Терри Белом и капитаном Стефаном Вагнером из Канады. Митрополит Иоанн рассказал капелланам об основных этапах, компонентах и особенностях проведения «гибридной войны» против Украины и проанализировал «религиозный опыт, который Кремль использовал против нашего государства», определил негативные последствия информационно-психологического влияния противника на силовые структуры Украины и очертил основные меры религиозного характера по защите войск от этого влияния.
17 октября 2018 года встретился с Послом Латвии Юрисом Пойкансом на которой стороны обсудили вопросы сотрудничества в сфере морально-психологического обеспечения военнослужащие.
6 ноября 2018 года в Вашингтоне принял участие в 93-й встрече членов Ассоциации военных капелланов США.
3 января 2019 года вместе с главным капелланом по работе с Национальной Гвардией Украины Иваном Михайлишиным, на приглашение штатного военного священника воинской части Национальной Гвардии Украины № 3066 — Николая Визера посетили торжественные заходил в части № 3066 по случаю дня её создания. 18 января в КПБА состоялась митрополита Епифания с представителями благотворительного фонда газеты «День». Участие во встрече также принял Председатель СУВД митрополит Иоанн (Яременко) и капелланы. 23 января — митрополит Иоанн по случаю юбилея Святейшего Патриарха Филарета в Национальном дворце искусств «Украина» побывал на торжественной Академии.
8 февраля 2019 года в Львовском государственном университете внутренних дел учебно-тренировочного отдела «Верещица» Председатель СУВД митрополит Иоанн (Яременко) вместе с архиепископом Дрогобычско-Самбирским Иаковом совершили чин освящения часовни в честь Покрова Пресвятой Богородицы.
13 февраля 2019 года в городе Белая Церковь Глава СУВД наградил бойцов 72-й отдельной механизированной бригады имени Чёрных Запорожцев медалью «За жертвенность и любовь к Украине». Награждение состоялось в часовне святого Юрия на территории воинской части. Также состоялась капелланская молитва за павших бойцов
19 февраля 2019 года встретился с народным депутатом Сергеем Рудиком. Во время беседы был обсуждён ряд вопросов, связанных с развитием деятельности военных капелланов в силовых структурах Украины и законодательными инициативами, которые призваны оптимизировать работу капелланов в правовом поле государства.
27 февраля 2019 года встретился с председателем Комитета Верховной Рады по вопросам налоговой и таможенной политики народным депутатом Ниной Южаниной.
21 марта 2019 года в Международном центре миротворчества и безопасности в рамках международного капелланского сотрудничества состоялась встреча украинских капелланов с коллегами из Соединённых Штатов Америки: Главным капелланом сухопутных войска США в Европе (7 армия) полковника Тимоти Малардом, капелланом подполковником Тимоти Мараклом, капелланом капитаном Адамом Мудою и капелланом майором Терри Белл. Возглавил делегацию председатель Синодального управления военного духовенства митрополит Иоанн (Яременко). К участию в обсуждении присоединились представителей капелланских служб других конфессий Украины.
24 марта 2019 года возглавил Божественную литургию в кафедральном соборе Рождества Христова города Одессы и помолился за освобождение военнопленных моряков и встретился с семьями пленных.
3 апреля 2019 года прибыл в военную часть А0501 в сопровождении архиепископа Харьковского и Изюмского Афанасия (Шкурупия) и военных капелланов для того начать военную часовню.
13 мая 2019 на Черкасщине в родовом храме Хмельницких митрополит Иоанн возглавил молитву перед началом всякого доброго дела. После неё археологи, прибывшие из Киева, начали раскопки крипты, в которой в 1657 году был похоронен гетман Богдан Хмельницкий. На молитве были также капелланы, учёные отдела археологии и физики Национального университета Тараса Шевченко, а также представителей власти.
29 августа 2019 года вместе с духовенством ПЦУ и другими церквями помолился за погибших защитников Украины у Стены памяти погибших за Украину.
11 сентября 2019 года в центральном офисе СУВД состоялось совещание представителей капелланских ячеек трёх христианских конфессий, которые представлены в силовых структурах Украины. По приглашению Председателя Синодального управления военного духовенства ПЦ Украины митрополита Иоанна (Яременко) участие в совещании принял секретарь Совета душпастырской опеки при Министерстве обороны Украины пастор-капеллан Всеукраинского союза церквей евангельских христиан-баптистов Василий Химич и заместитель руководителя Департамента военного капелланства Патриаршей курии УГКЦ отец Андрей Зелинский. Участие в обсуждении также принял первый заместитель председателя СУВД протоиерей Тарас Мельник.
19 сентября 2019 года в Новограде Волынском митрополит Иоанн помолился в сослужении первого заместителя председателя СУВД протоиерея Тараса Мельника, капелланов 30-й бригады Сергея Дмитриева и Александра Люшенка и капеллана УГКЦ помолился за павших бойцов 30 ОМБр. Также он поздравил бойцов 30 бригады с завершением ротации и возвращением домой и освятил Боевой и Мотивационный Знамя воинской части.
21 сентября 2019 года в Сумах вместе с митрополитом Епифанием (Думенко), духовенством ПЦУ и представителями местной власти молитвенно почтил убитых украинских военнослужащих возле памятного знака героям небесной сотни и Аллеи славы, на которой они были похоронены. Также митрополит Иоанн вместе с епископами во главе с митрополитом Епифанием (Думенко) освятили Свято-Николаевский храм в Сумах. Также вместе с Епифанием посетил 27-ю отдельную реактивную артиллерийскую бригаду. В тот же день митрополит Иоанн посетил кадетский корпус имени Харитоненко.
8 декабря 2019 года вблизи передовых позиций 72-й отдельной механизированной бригады имени Чёрных Запорожцев вместе с Чрезвычайным и Полномочным Послом Литовской Республики в Украине Марюсом Януконисом и председателем Благотворительного фонда «Корона князей Острожских» Робертасом Габуласом передали в дар командиру 72 отдельной механизированной бригады имени Чёрных Запорожцев икону Пресвятой Богородицы — Покровительницы украинских воинов.
16 декабря 2019 года освятил новую деревянную часовню недалеко от линии соприкосновения в селе Карловка. На освящении присутствовали военнослужащие Добровольческого украинского корпуса.
24 декабря 2019 года в Виннице вместе с капелланами освятил новопостроенные квартиры для нацгвардейцев и их семей.
27 декабря 2019 года подарил 14-й особой механизированной бригаде икону Богородицы Покрова «воинская». Также митрополит прочитал молитву в которой вручил данную бригаду под покров Богородицы.
14 февраля 2020 года Митрополит Иоанн поздравил 58 отдельную мотопехотную бригаду с 5 годовщиной со дня создания.
21 февраля 2020 года посетил Каменец-Подольский военный гарнизон где вместе с митрополитом Антонием (Махотой) и капелланами совершил молитву за войско украинское и вручил икону Покрова воинской. Также наградил церковными наградами начальника гарнизона полковника Владимира Родикова и других военных.